# 金毓峒
金毓峒（1600年—1644年），字稚鶴，號鶴沖，保定中衛軍籍，直隸保定府完縣人，明朝政治人物。

## 生平
萬曆四十三年（1615年）乙卯科順天鄉試第九十三名舉人，崇禎七年（1633年）中式甲戌科會試第二百四名，三甲第七十一名進士。大理寺觀政，授中書舍人，十年（1637年）丁母憂，服闋，十二年（1639年）起復原職，十三年掌中書科印。十四年（1641年）覲見崇禎帝，面陳漕運事務，符合上意，升湖廣道監察御史，上疏論劾兵部尚書陳新甲「庸才誤國」，戶部尚書李待問「積病妨賢」，十六年（1643年）巡按陝西，反對朝廷強令兵部尚書孫傳庭出師潼關未果。
崇禎十七年（1644年）三月，奉命監李建泰軍，奔赴山西，剛抵保定府，李自成軍已迫近，遂偕同保定府同知邵宗元等守城，城陷被執，投井自盡，妻王氏自縊身亡，從子金振孫被殺，金振孫之兄金肖孫藏匿金毓峒的兩子後投井自盡，兩子得免於難。

## 延伸阅读
[在维基数据编辑]
 《明史卷二百九十五》，出自《明史》